# Émile Idée
Émile Idée, (Nouvion-le-Comte, 19 de julho de 1920 em  – Marolles-en-Brie, 30 de dezembro de 2024), foi um ciclista francês.
Profissional de 1940 a 1952 foi parceiro de Paul Giguet, Maurice De Muer, Camille Danguillaume (seu cunhado) e de Jean de Gribaldy.
Tem sido duas vezes Campeão da França em Estrada, em 1942 e 1947.
Idée morreu no dia 30 de dezembro de 2024, aos 104 anos.

## Palmarés
| 1940 - Critérium Internacional 1942 - Campeonato da França em Estrada . - Paris-Reims - Grande Prêmio das Nações (zona ocupada) - Critérium Internacional 1943 - Critérium Internacional 1944 - 3.º no Campeonato da França em Estrada 1947 - Campeonato da França em Estrada . - Critérium Internacional | 1949 - 1 etapa do Tour de France - Critérium Internacional 1950 - 3.º no Campeonato da França em Estrada 1951 - 1 etapa do Circuit des Vosges - 1 etapa do Circuit des vins de Gironde - 1 etapa do Paris-Nice |

## Resultados nas grandes voltas
- 1947 : abandono
- 1948 : abandono
- 1949 : abandono, ganhador de etapa

## Palmarés
- Palmarés em memoire-du-cyclisme.net